# Hone-onna

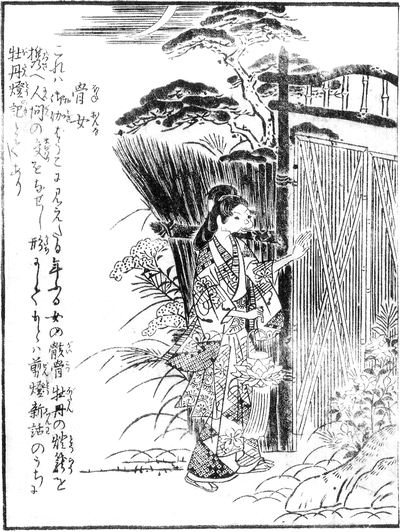
Hone-onna aus Toriyama Sekiens Konjaku Gazu Zoku Hyakki von 1779.

Die Hone-onna (jap. 骨女; zu dt. „Knochenfrau“) ist ein Yōkai der japanischen Mythologie und gilt als bösartig. 

## Beschreibung
In den Geschichten erscheint die Hone-onna als wunderschöne, aber äußerst dünne Frau im prächtigen Kimono, die sich im Nachhinein als Skelett zu erkennen gibt. Sie soll hauptsächlich nachts oder während eines Unwetters auftauchen (ähnlich der Yuki-onna) und ahnungslosen Männern auflauern. Sie lockt ihr Opfer in ihr Haus und tötet es, indem sie ihm die Lebensenergie komplett entzieht oder es am Handgelenk packt und solange festhält, bis das Opfer selbst zum Skelett geworden ist.

## Legenden
Botan Dōrō handelt von einem Mann namens Ogiwara Shinnojō, der eines Nachts auf eine junge Frau namens O-Tsuyu mit einer roten Pfingstrosen-Laterne trifft und sich Hals über Kopf in sie verliebt. Jeden Abend treffen sich die beiden nun heimlich, um miteinander zu schlafen. Der übermäßig neugierige Nachbar schleicht sich an das Gemach der Liebenden heran, um sie zu beobachten. Doch als er sie erblickt, stellt er erschrocken fest, dass Shinnojō statt einer Frau ein Skelett in seinen Armen hält.
Aus der Präfektur Akita stammt eine mündliche Überlieferung über einen Mann, der nachts von einem Schneesturm überrascht wurde und in der Dunkelheit auf eine Frau stieß, die eine Laterne bei sich trug und ihn zu ihrem Haus führte. Als er ihr danken wollte, fiel das Licht des Hauses und der Laterne auf die Frau und der Mann sah, dass ihr Gesicht in Wirklichkeit nur ein Skelettschädel war.

## Hintergrund
Der Name Hone-onna wurde von Toriyama Sekien in der Yōkai-Enzyklopädie Konjaku Gazu Zoku Hyakki (jap. 今昔画図続百鬼; dt. Bilderbuch der 100 Dämonen von einst und jetzt) im Jahr 1779 eingeführt. Der Text dazu beschreibt sie als Figur aus der Geschichte Botan Dōrō (牡丹燈籠, „Die Pfingstrosen-Laterne“), die zu Lebzeiten Männer mit einer Laterne in Pfingstrosenform zum Geschlechtsverkehr aufsuchte. Botan Dōrō stammt aus Asai Ryōis erotischer Geschichtensammlung Otogibōko (御伽ばうこ) von 1666, welche wiederum eine von chinesischen Einflüssen und buddhistischen Morallektionen befreite Fassung des Hauptwerks Jiandeng Xinhua (1378) von Qu You ist.
Die Hone-onna wird dem Genre der rachsüchtigen Geisterfrau zugeordnet. Sie fällt damit in dieselbe Kategorie wie andere, bekannte Dämonenfrauen, wie zum Beispiel die Kuchisake-onna, die Kerakera-onna und die Taka-onna. Wie auch die drei vorgenannten Wesen, gehört die Hone-onna zu jenen weiblichen Yōkai, die vorgeblich besonders Rotlichtviertel heimsuchen sollen. Gerüchte und Anekdoten um rachsüchtige Geisterfrauen erfreuten sich besonders im 18. Jahrhundert während der Edo-Zeit und der Meiji-Zeit in sogenannten Yūkaku (遊廓), lizenzierten und damit legalen Rotlichtvierteln, großer Beliebtheit.